# Brunei címere

Brunei címere

Brunei címere vörös színű, egy felfelé álló félholdból és egy pálmafából áll, melyet oldalról két felfelé mutató kéz övez. A félhold alatti vörös szalagra az ország nevét írták: „Brunei Darussalam” (Brunei, a béke országa). A félholdon pedig szintén található egy felirat: „Mindig jót cselekedj Isten irányításával!”. A címer 1959 óta megtalálható a zászlón is.